# فاندا مارجراف
فاندا مارجراف هي ممثلة وعارضة أزياء من أصل صيني ألماني ولدت في 18 يونيو عام 2003 في شيشوانغباننا داي، الصين والدها هو عالم الإحياء الألماني جوزيف مارجراف.

## بدايتها بالتمثيل
ظهرت فاندا أول مرة في فيلم ييب مان 4 عندما كانت بعمر 16 سنة فقط ظهرت بدور أبنة المعلم وان وتقول فاندا أنها تدربت على التاي تشي شهر كامل قبل شهر من التصوير كل يوم لأنها ظهرت كـ أبنة لمعلم تاي تشي، في مشهد عندما تم دفعها على السياج أصيبت فاندا بكدمات في جسدها وايضا اصيبت بنزيف في أنفها وقالت فاندا أنها المرة الأولى في حياتها ينزف أنفها لكن التجربة كانت تستحق العناء. ظهرت حتى الآن في فلمين هما (ييب مان 4) و فيلم في مرحلة ما قبل الإنتاج (Cry of the Birds).